# Řeckokatolická farnost v Olomouci
Řeckokatolická farnost Olomouc  je územní společenství řeckokatolíků s olomouckou kaplí Sestoupení Sv. Ducha v brněnsko-olomouckém děkanátu Apoštolského exarchátu v České republice. Farnost zahrnuje území okresů Olomouc, Prostějov a Přerov v Olomouckém kraji a Vsetín ve Zlínském kraji.

## Historie farnosti
Řeckokatolická farnost vznikla v Olomouci v roce 1998, bohoslužby byly nejprve slaveny v kostele sv. Anny, od roku 2017 v kostele Panny Marie Sněžné v Olomouci, v roce 2022 byla upravena prostora v bývalém přednáškovém sále na kapli Sestoupení Svatého Ducha v objektu Arcibiskupského kněžského semináře v Olomouci.
Vedle vlastní farní kaple se bohoslužebný život uskutečňuje také v Prostějově v kostele svatého Josefa a v kostele svatého Michaela v Přerově. 

## Bohoslužby
| Kostel                     | Místo             | Bohoslužba (den)          | Hodina            | Poznámka        |
| -------------------------- | ----------------- | ------------------------- | ----------------- | --------------- |
| Kaple Sestoupení Sv. Ducha | Olomouc           | neděle Středa První pátek | 10.00 18.00 17.00 | farní kostel    |
| kostel sv. Josefa          | Prostějov         | 1. Sobota v měsíci        | 18:00             | Filiální kostel |
| kostel svatého Jakuba      | Valašské Meziříčí | poslední neděle v měsíci  | 16:00             | filiální kostel |
| Kostel sv. Michaela        | Přerov            | 1. neděle v měsící        | 16:00             | Filiální kostel |